# Championnat d'Europe de hockey sur glace 1912
Navigation
Allemagne 1911 Allemagne 1913
Le troisième championnat d'Europe de hockey sur glace a eu lieu du 2 au 4 février 1912 à Prague en  Bohême, aujourd'hui ville de Tchéquie.

## Contexte et déroulement
Seulement trois nations ont participé à ce championnat d'Europe, mais malgré tout l'enthousiasme autour des matchs est présent avec près de 5 000 spectateurs. C'est la première participation de l'Autriche même si cette participation a entraîné par la suite des complications.
En effet, l'Autriche a seulement demandé sa participation au tournoi et au sein de la Fédération internationale de hockey sur glace le 14 janvier. La décision n'est pas donnée avant le début du championnat et l'Autriche participe quand même. L'autorisation arrive le 18 mars mais quatre jours plus tard les instances supérieures du hockey mondiale décident d'annuler les résultats du tournoi.

## Résultats
Chaque match s'est déroulé sur une journée différente.
- Bohême 5-0 Autriche
- Allemagne 4-1 Autriche
- Bohême 2-2 Allemagne

## Classement
|        | Équipe    | PJ | V | N | D | BP | BC |
| ------ | --------- | -- | - | - | - | -- | -- |
| Or     | Bohême    | 2  | 1 | 1 | 0 | 6  | 1  |
| Argent | Allemagne | 2  | 1 | 1 | 0 | 5  | 2  |
| Bronze | Autriche  | 2  | 0 | 0 | 2 | 1  | 9  |